# 布列斯特州
布列斯特州是位於白俄羅斯西南的行政區，西鄰波蘭，南接烏克蘭，首府为布列斯特。面積約23,300km2，人口1,380,391（2019年）。

## 地理
布列斯特州位於白俄羅斯西南部，西與波蘭的波德拉謝省和盧布林省接壤，南接烏克蘭的沃倫州和羅夫諾州，北接格羅德諾州和明斯克州，東接戈梅利州。該地區總面積為32,800平方公里，約佔全國總面積的15.7%。
別洛韋日國家公園覆蓋了全州2.7%的領土，另外9.8%被野生動物保護區覆蓋。
此州經常被稱為通往白俄羅斯的西方門戶。在地理上，布雷斯特地區屬於波列西亞地區。 從1921年到1939年，該地區是波蘭第二共和國的一部分，主要位於波萊謝省，東北部隸屬於新格魯代克省。波蘭戰役後布列斯特州加入了白俄羅斯蘇維埃社會主義共和國。

## 城市
- 平斯克